# 赤鱲角村
赤鱲角村是香港昔日的一條鄉村，本來位於新界赤鱲角島之上。該村因為1989年香港政府宣佈於赤鱲角及欖洲兩個島上面興建新機場，所以搬到對岸的大嶼山東涌黃龍坑，並改名為赤鱲角新村。
該村於1990年年底拆毀，惟只有數戶原居民可搬到赤鱲角新村，其餘四十多戶非原居民搬往其他鄉或屯門公屋屋邨。